# 海因里希·许茨
海因里希·许茨（德語：Heinrich Schütz；1585年10月8日—1672年11月6日），德国作曲家。
许茨是巴赫之前德国最重要的作曲家之一。他曾学习法律，但是后来到威尼斯跟随乔万尼·加布里埃利学习音乐。曾在德累斯顿宫廷乐队任职。他写了第一部德国歌剧《达夫内》，但是他最主要的成就在于将意大利的声乐风格与德国复调音乐传统中，创作了大量杰出的合唱作品。其地位可以与意大利的蒙特威尔第相媲美。